# 星空货运航空
星空货运航空（Star Air Cargo Pty Ltd）是一家总部设在南非约翰内斯堡的货运航空公司，尽管该航空公司的名字中带有“货运”两字，其经营业务包括在撒哈拉以南非洲地区市场短期或中期出租其波音737客运飞机。